# Championnat de France de football de deuxième division 1971-1972
Navigation
National 1970-1971 Division 2 1972-1973
Le Championnat National 1971-1972 avec trois poules géographiques de 16 clubs, voit l’attribution du titre à l'US Valenciennes-Anzin, qui accède à la première division en compagnie du RC Strasbourg et du CS Sedan.
Un barrage est organisé pour les équipes de troisième division, à cause de la réduction de la deuxième division à 36 équipes, soit deux poules de 18 clubs pour la saison suivante.

## Les 48 clubs participants
| Groupe Nord (A) | Groupe Centre (B) | Groupe Sud (C) |
| --- | --- | --- |
| - Amiens SC - RCFC Besançon - US Boulogne - SM Caen - ECAC Chaumont - AC Cambrai - AS Creil - US Dunkerque - Évreux AC - RC Lens - AC Mouzon - FC Mulhouse - CS Sedan-Ardennes - US Quevilly - FC Rouen - ES Troyes AC | - AAJ Blois - FC Bourges - Stade Brestois - LB Châteauroux - Entente Fontainebleau - RFC Paris-Joinville - ES La Rochelle - Stade lavallois - US Le Mans - Limoges FC - FC Lorient - CA Mantes la Ville - EDS Montluçon - Stade Poitevin FC - Stade Quimpérois - US Valenciennes-Anzin | - AS Aix - Gazélec Ajaccio - AC Arles - Olympique avignonnais - AS Béziers - AS Cannes - CS Cuiseaux-Louhans - FC Gueugnon - ES La Ciotat - FC Martigues - Montpellier LSC - UMS Montélimar - RC Strasbourg - FC Sète - SC Toulon - Toulouse FC |

## Classement Final

### Groupe A
| #  | Club                | Joués | V  | N  | D  | bp:bc | +/- | Points |
| -- | ------------------- | ----- | -- | -- | -- | ----- | --- | ------ |
| 1  | CS Sedan-Ardennes   | 30    | 22 | 4  | 4  | 85-21 | +64 | 48     |
| 2  | Troyes AF           | 30    | 16 | 12 | 2  | 50-24 | +26 | 44     |
| 3  | RC Lens             | 30    | 18 | 4  | 8  | 55-36 | +19 | 40     |
| 4  | FC Rouen            | 30    | 11 | 13 | 6  | 44-38 | +6  | 35     |
| 5  | Olympique Boulogne  | 30    | 11 | 11 | 8  | 35-31 | +4  | 33     |
| 6  | SM Caen             | 30    | 12 | 9  | 9  | 32-36 | -4  | 33     |
| 7  | ECAC Chaumont       | 30    | 13 | 6  | 11 | 49-33 | +16 | 32     |
| 8  | FC Mulhouse 1893    | 30    | 9  | 12 | 9  | 36-36 | 0   | 30     |
| 9  | Olympique Dunkerque | 30    | 9  | 9  | 12 | 41-35 | +6  | 27     |
| 10 | RCFC Besançon       | 30    | 11 | 5  | 14 | 37-49 | -12 | 27     |
| 11 | SC Amiens           | 30    | 10 | 6  | 14 | 34-56 | -22 | 26     |
| 12 | US Quevilly         | 30    | 8  | 9  | 13 | 34-49 | -15 | 25     |
| 13 | AC Cambrai          | 30    | 8  | 9  | 13 | 39-59 | -20 | 25     |
| 14 | AC Mouzon           | 30    | 6  | 11 | 13 | 45-54 | -9  | 23     |
| 15 | Évreux AC           | 30    | 5  | 9  | 16 | 30-49 | -19 | 19     |
| 16 | AS Creil            | 30    | 3  | 7  | 20 | 22-62 | -40 | 13     |

# position ; V victoires ; N match nuls ; D défaites ; bp:bc buts pour et buts contre
 Victoire à 2 points

### Groupe B
| Rang | Équipe                 | Pts | J  | G  | N  | P  | Bp | Bc | Diff |
| ---- | ---------------------- | --- | -- | -- | -- | -- | -- | -- | ---- |
| 1    | US Valenciennes-AnzinR | 43  | 30 | 19 | 5  | 6  | 48 | 21 | +27  |
| 2    | Limoges FC             | 41  | 30 | 17 | 7  | 6  | 49 | 26 | +23  |
| 3    | Stade brestois         | 37  | 30 | 15 | 7  | 8  | 50 | 33 | +17  |
| 4    | US Le Mans             | 33  | 30 | 13 | 7  | 10 | 52 | 35 | +17  |
| 5    | FC Bourges             | 33  | 30 | 11 | 11 | 8  | 40 | 44 | -4   |
| 6    | CA Mantes la VilleP    | 32  | 30 | 12 | 8  | 10 | 42 | 42 | 0    |
| 7    | EDS Montluçon          | 32  | 30 | 12 | 8  | 10 | 46 | 49 | -3   |
| 8    | Stade lavallois        | 32  | 30 | 13 | 6  | 11 | 38 | 46 | -8   |
| 9    | AAJ Blois              | 28  | 30 | 9  | 10 | 11 | 41 | 40 | +1   |
| 10   | LB Châteauroux         | 28  | 30 | 10 | 8  | 12 | 31 | 32 | -1   |
| 11   | FC Lorient             | 26  | 30 | 9  | 8  | 13 | 54 | 57 | -3   |
| 12   | Stade Poitevin         | 26  | 30 | 8  | 10 | 12 | 35 | 39 | -4   |
| 13   | Entente Fontainebleau  | 24  | 30 | 9  | 6  | 15 | 31 | 44 | -13  |
| 14   | ES La RochelleP        | 23  | 30 | 7  | 9  | 14 | 36 | 48 | -12  |
| 15   | RFC Paris-Joinville    | 22  | 30 | 6  | 10 | 14 | 27 | 42 | -15  |
| 16   | Stade Quimpérois       | 20  | 30 | 7  | 6  | 17 | 24 | 46 | -22  |

Promotions et relégations
- Promotion en Division 1 1972-1973
- Relégation en Division 3 1972-1973

Abréviations
- P : Promu de CFA 1970-1971
- R : Relégué de Division Nationale 1970-1971

 Victoire à 2 points

### Groupe C
Promotions et relégations
- Promotion en Division 1 1972-1973
- Relégation en Division 3 1972-1973

Abréviations
- P : Promu de CFA 1970-1971
- R : Relégué de Division Nationale 1970-1971

 Victoire à 2 points

## À l’issue de ce championnat
- Le CS Sedan-Ardennes, le RC Strasbourg et l’US Valenciennes-Anzin  sont promus en championnat de première division.
- Équipes reléguées de la première division : l’AS Monaco, le Lille OSC et l’AS Angoulême.
- Les 10 équipes reléguées en Championnat de France de Division 3 : AS Creil, AC Mouzon, Évreux AC, FC Martigues, AS Béziers, Association sportive aixoise, Gazélec Ajaccio, Paris-Joinville, Stade Quimpérois et ES La Rochelle.
- Faute de moyens financiers, l’US Quevilly et le Montpellier Littoral SC sont relégués en 3e division. L'Entente Bagneaux-Fontainebleau-Nemours et l'AC Cambrai bénéficieront du repêchage et resteront en 2e division bien que classés à la 13e place de leurs groupes respectifs.
- Les 12e de groupe jouent des barrages contre des clubs de D3.

## Attribution du titre
La formule du tournoi est appliquée pour permettre de décerner le titre honorifique de champion de France de division 2 .Les vainqueurs de chaque groupes vont se rencontrer sur un seul match et le meilleur sera alors sacré champion.
- CS Sedan 0-1 US Valenciennes-Anzin
- US Valenciennes-Anzin 2-1 RC Strasbourg
- RC Strasbourg 3-1 CS Sedan

L'US Valenciennes-Anzin est sacré champion de France de Deuxième division.

## Barrages
La deuxième division étant réduite à deux poules de 18 clubs pour la saison suivante, des barrages sont instaurés. D'abord, des confrontations en match aller-retour opposent les meilleurs clubs amateurs des groupes de D3. Les vainqueurs de ces duels disputent ensuite les barrages contre les 12es des groupes de D2.

### Barrages D2-D3
| Équipe 1    | Résultat | Équipe 2            | Aller | Retour  |
| ----------- | -------- | ------------------- | ----- | ------- |
| US Quevilly | 2 - 1    | AS Strasbourg       | 1 - 0 | 1 - 1   |
| CA Lisieux  | 2 - 1    | Stade poitevin      | 1 - 0 | 1 - 1   |
| ES Juvisy   | 4 - 4    | CS Cuiseaux-Louhans | 2 - 1 | 2 - 3ap |

À l'issue des barrages :
- L'US Quevilly garde sportivement sa place en 2e division mais est reléguée en 3e division faute de moyens financiers.
- Le Stade poitevin est repêché à la suite du renoncement du CA Lisieux, promu en 2e division mais qui décline l'offre et repart en 3e division.
- Le CS Cuiseaux-Louhans garde sa place en 2e division.

## Sources
- L'Équipe (Août 1971 à Juin 1972)